# Schwerte
Schwerte es una ciudad situada en la región del Ruhr (Renania del Norte-Westfalia). Limita con Dortmund, la séptima mayor ciudad de Alemania. Tiene 50.000 habitantes (al 30.1.2005) y un área de 56,2 km².

## Geografía
Schwerte está situada al sureste de Dortmund en el Ruhr en el área oriental Ruhrgebiet. 
La precipitación media anual en el período 1961-1990 fue de 871mm, situándose entre las más lluviosas de Alemania.

## Historia

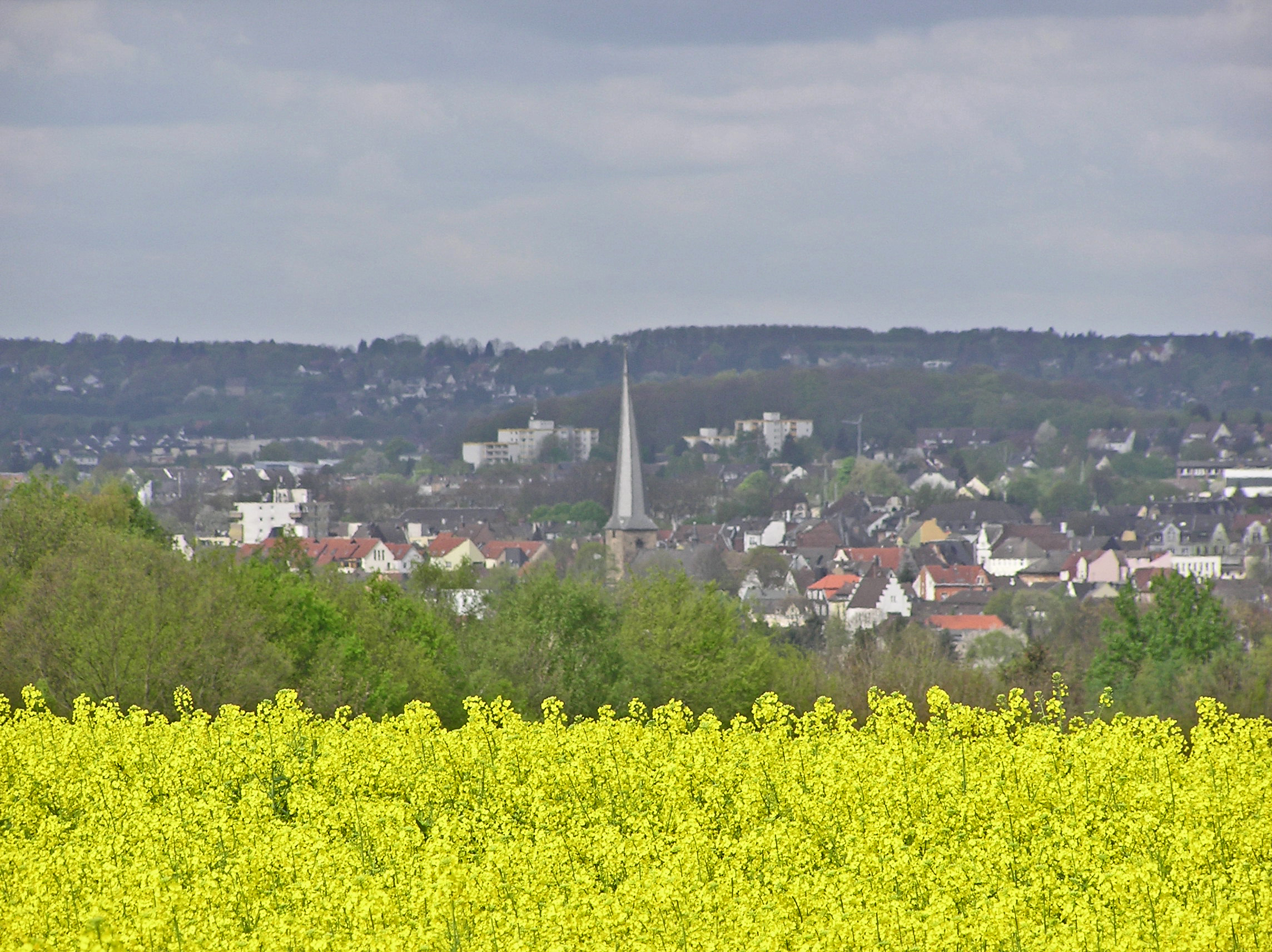
Schwerte

En 962, Schwerte fue mencionado por primera vez como perteneciente a la Abadía de Werden. Los documentos más antiguos proceden del año 1248. En 1243 Schwerte pasó al Condado de Mark. En 1419 la ciudad se unió a la Liga Hanseática.
El 3 y 4 de abril de 1920, durante el golpe militar fracasado conocido como Kapp-Putsch, los comunistas toman el gobierno de la ciudad.
En 1933,  la toma del poder por los nazis se celebró en Schwerte con una procesión de antorchas. Cuando cuatro años más tarde, Adolf Hitler se detuvo en Schwerte, la población lo recibió frenéticamente. 
La sinagoga fue devastada durante la Noche_de_los_cristales_rotos el 9 de noviembre de 1938.
En junio de 1940 cayeron sobre Schwerte las primeras bombas incendiarias, lanzadas por los británicos.
La destrucción de la presa del embalse de Möhne por las bombas británicas en 1943, se cobraron más de 1.600 muertes cuando un enorme maremoto atravesó el valle del Ruhr y provocó una terrible inundación. El ataque aéreo más pesado sobre Schwerte se produjo el 31 de mayo de 1944, cuando los bombarderos estadounidenses atacaron el patio de clasificación en Geisecke. Murieron más de 217 personas. El 6 de abril de 1944 se instaló en Schwerte un campo de concentración dependiente del Campo_de_concentración_de_Buchenwald, ubicado al lado del taller de reparación de ferrocarriles y estaba asegurado por una cerca eléctrica y torres de vigilancia permanentemente. Los prisioneros fueron llevados al taller de reparación de ferrocarriles a través de una brecha en la pared de la fábrica y obligados a trabajar allí. Hasta que se cerró el campo en enero de 1945, había unos 700 prisioneros. El 12 de abril de 1945, las tropas estadounidenses capturaron la ciudad de Schwerte; A principios de junio del mismo año, los británicos se hicieron cargo del gobierno militar.

## Ciudades Hermanas
- Allouagne ( Francia), desde 1974
- Béthune ( Francia), desde 1960
- Cava de' Tirreni ( Italia), desde 1984
- Hastings ( Reino Unido)
- Labussière ( Francia)
- Leppävirta ( Finlandia), desde 1992
- Nowy Sącz ( Polonia), desde 1984
- Pjatigorsk ( Rusia)
- Violaines ( Francia)